# Turmhügel Steingrube
Der Turmhügel Steingrube ist eine abgegangene hochmittelalterliche Turmhügelburg (Motte) südöstlich von Prebrunn, einem heutigen Stadtteil von Regensburg in Bayern.

## Geografische Lage
Der frühere Standort der Motte wird heute von der Dr. Johann-Meier-Straße im Süden, der Dalbergstraße im Osten, der Gumpelzhaimerstraße im Westen und der Prebrunnstraße im Norden begrenzt.

## Geschichte
Von der ehemaligen Burganlage, von der sich 350 bis 400 Meter nordnordwestlich die abgegangene Wasserburg Burg Prebrunn befand, sind keine historischen Nachrichten bekannt. Sie stammt wohl aus dem Hochmittelalter, wie sich aus der hohen Hügelaufschüttung zeigt. Möglicherweise stammt sie aus der Zeit um das Jahr 1181, damals wurde bei einem Gütertausch zwischen dem bayerischen Herzog Otto I. und dem Kloster Prüfening ein „Domus“ erwähnt. Ob es sich aber hierbei um die Turmhügelburg Steingrube handelte, ist nicht sicher. Später, im Jahr 1347 verkaufte der Regensburger Bürger Erhart der Igel mit seinem Lehensbesitz unter anderem auch „den garten der gelegen ist auf der staingrüb und den der Ludweig pawet“. Die Burg selbst wurde dabei nicht erwähnt, bestand aber zu dieser Zeit noch, später, im Jahr 1614 wurde die Anlage „Erdingerischer Garten“ und 1829 „Seppengarten“ genannt. Auf einer Zeichnung aus dem Jahr 1644, die den Zustand von 1614 darstellt, wird die Anlage neben der Wasserburg Prebrunn noch intakt dargestellt. Die Kleinburg diente wohl nur als Sitz des jeweiligen Grundstückbesitzers oder dessen Verwalters.
Der polygonale Turmhügel hatte mit dem auf einer Zeichnung wassergefüllten Ringgraben einen Durchmesser von 40 Metern. Heute ist der auf Gartengelände liegende und zum größten Teil überbaute Burgstall als Bodendenkmal D-3-6938-0116 „archäologische Befunde und Funde im Bereich eines ehemaligen Turmhügels des Mittelalters“ vom Bayerischen Landesamt für Denkmalpflege erfasst.